# Starzech
Starzech — legendarna postać, prawdopodobny założyciel Starachowic. Żył prawdopodobnie w wieku XV. Był hutnikiem, dzierżawcą cysterskiej kuźnicy znajdującej się przy kopalni żelaza zwanej Minerą Starzechowską, na terenie dzisiejszych Starachowic. Jego potomkowie uzyskując od Cystersów przywilej założenia wsi nad rzeką Lubianka, zapoczątkowali rozwój górnictwa i hutnictwa na tych obszarach.      